# Rhyacophila kadaphes
Rhyacophila kadaphes är en nattsländeart som beskrevs av Schmid 1959. Rhyacophila kadaphes ingår i släktet Rhyacophila och familjen rovnattsländor. Inga underarter finns listade i Catalogue of Life.